# M104ウルヴァリン

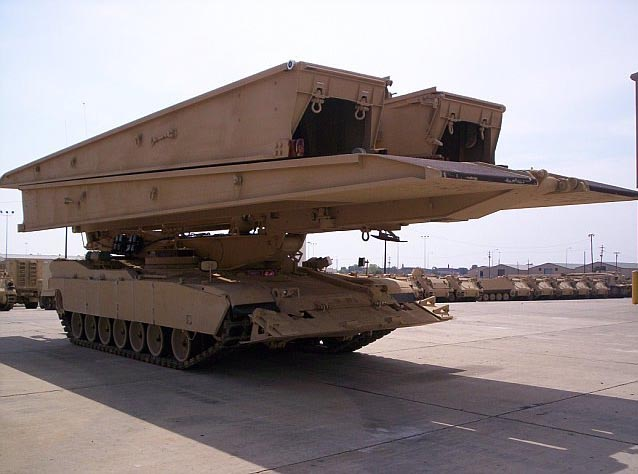
M104 ウルヴァリン重突撃橋。アメリカ陸軍第20工兵大隊、第59工兵中隊所属

M104 ウルヴァリン重突撃橋（M104 Wolverine Heavy Assault Bridge）は、ジェネラル・ダイナミクス・ランド・システムズにより製造された装甲戦闘工兵車両である。本車は作戦任務中の部隊に対し、迅速に展開可能な架橋能力を与えるよう設計されている。

## 背景
25年以上にわたり、アメリカ陸軍はM60パットン系列の戦車を基として装甲化された架橋車両を製造していた。しかし、米陸軍の旧式なM60 AVLBは遅すぎ、戦場で機動するM1エイブラムスに後続できないことが判明した。加えてM1は重すぎるため、非常な低速でしかM60 AVLBの橋を安全に渡ることができなかった。
新規の装甲架橋車両を配備する計画は1983年に始まり、1994年にジェネラル・ダイナミクス・ランド・システムズとドイツのMAN機動橋GmbH（2005年からはクラウス＝マッファイ・ヴェクマン）が契約を結んだ。最初の試作車両は1996年に試験を受け、初の量産型が配備されたのは2003年だった。

## 詳細
基本的にM104は、M1A2SEP エイブラムスから砲塔を抜き、換わりに橋梁の展張ギアを装着したものである。M1の車台で構成され、M1と同じ速力、機動性、生残能力、輸送性を持つ。M104の開発において、この共有性は設計のカギだった。M104はまた、地域の野戦指揮官たちとの連絡を維持するよう設計された、先進の通信設備を備えている。しかしながら、この車両それ自体はまったく武装を施していない。
M104は、車体内部に搭乗した2名の乗員によって操作される。搭乗員は両名とも架橋操作に加わる。その際、車体上部の橋梁は2つの部品として携行されている。一度架橋場所を選定すると、この車両は駐鋤によって自らを定位置に固着する。2部分からなる橋梁は相互に連結し、それから橋梁全体が障害物を横断して展張され、定位置に落とされる。作業中の搭乗員は、もし必要であれば小さな修正を加えられる技能を持つ。作業が完了した後、M104は橋を渡り、逆の側から手順を単純にやりなおして橋梁を回収する。架橋は5分以下で行われ、また、10分以下で回収が行える。搭乗員は全ての過程において、安全な彼らの車両から出る必要が無い。
一度架橋された26m長のLEGUAN橋梁は、70tの車両が16km/hで通過してもこれを支持できる。このように、M104は最も重い車両でもクレーターや塹壕・損傷を受けた橋を回避し、戦闘速度で渡らせることができる。この機動力は、機甲部隊にとって決定的な優越性である。

## M104の将来
アメリカ陸軍は、44両のM104を受領し、選ばれた幾つかの工兵部隊に分配している。もともとアメリカ陸軍では465両を調達するつもりだったが、予算削減、そして、最近の戦術思想はより軽量な戦闘部隊の方を志向しており、計画の将来に疑念を投げかけた。
アメリカ陸軍はこれ以上多数のM104の購入計画を立てていないものの、もし必要であれば生産を再開するという権利を留保している。しかし2016年にM1074統合突撃橋が採用された事により、M104の量産は事実上終了した。M1074はM104と同じM1エイブラムスの車台を用いているが、M104よりも低コストで、2019年以降量産配備が開始されている。